# Colenis
Colenis är ett släkte av skalbaggar som beskrevs av Wilhelm Ferdinand Erichson 1842. Colenis ingår i familjen mycelbaggar.
Släktet innehåller bara arten Colenis immunda.